# Guldtangara
Guldtangara (Tangara arthus) är en fågel i familjen tangaror inom ordningen tättingar.

## Utseende och läte
Guldtangaran är en liten tangara med mestadels lysande guldgul fjäderdräkt. Vingar och stjärt är mest svarta och ryggen är streckad. På huvudet syns en isolerad svart öronfläck. Utseendet varierar något geografiskt, där nordligaste populationerna har kastanjebrunt i ett bröst band och på flankerna. Könen är lika, unga fåglar mattare gula.

## Utbredning och systematik
Guldtangaran delas in i tre grupper med totalt nio underarter, med följande utbredning:
- Tangara arthus arthus – bergstrakter i norra Venezuela (Táchira till Lara, Falcón och Miranda)
- aurulenta-gruppen
  - Tangara arthus occidentalis – västra och centrala Anderna i Colombia (Antioquía till Nariño)
  - Tangara arthus aurulenta – centrala Colombia (övre Magdalenadalen) till nordvästra Venezuela
  - Tangara arthus palmitae – östra Andernas västsluttning i Colombia (södra Magdalena)
  - Tangara arthus sclateri – östra Andernas väst- och östsluttning i Colombia
  - Tangara arthus goodsoni – subtropiska västra Ecuador
- pulchra-gruppen
  - Tangara arthus aequatorialis – subtropiska östra Ecuador och norra Peru
  - Tangara arthus pulchra – centrala Peru (Chachapoyas till Chanchamayo)
  - Tangara arthus sophiae – tropiska sydöstra Peru (Cusco och Puno) till nordvästra Bolivia

Sedan 2016 urskiljer Birdlife International och naturvårdsunionen IUCN alla underarter utom arthus som den egna arten Tangara aurulenta.

## Levnadssätt
Guldtangaran hittas i lägre bergstrakter på mellan 900 och 2200 meters höjd. Den påträffas i artblandade flockar i molnskog, skogsbryn och trädgårdar, och är där en av de vanligaste tangarorna.

## Status
Internationella naturvårdsunionen IUCN bedömer hotstatus för arthus och övriga underarter var för sig, båda som livskraftiga.